# On Chesil Beach
On Chesil Beach is een Britse dramafilm uit 2017, geregisseerd door Dominic Cooke (in zijn debuut als filmregisseur) en geschreven door Ian McEwan, die zijn eigen novelle uit 2007 (genomineerd voor de Booker Prize) bewerkte tot scenario. De hoofdrollen worden vertolkt door Saoirse Ronan en Billy Howle. De film vertelt het verhaal van Florence en Edward, beiden maagd, en hun rampzalige eerste poging tot seks op hun huwelijksnacht. Die ervaring en hun uiteenlopende reacties erop hebben levenslange gevolgen voor beiden.
De film ging op 7 september 2017 in wereldpremière in de sectie Special Presentations op het Internationaal filmfestival van Toronto, en werd uitgebracht in de Verenigde Staten en het Verenigd Koninkrijk in mei 2018.

## Verhaal
In 1962 ontmoeten Edward Mayhew en Florence Ponting elkaar na hun afstuderen aan hun respectievelijke universiteiten. Hij is een historicus aan University College London en houdt van rock-’n-roll; zij is een klassieke violiste aan Oxford en speelt in haar eigen strijkkwartet. Ze worden snel verliefd, ontmoeten elkaars families en besluiten uiteindelijk te trouwen, ondanks hun verschillen in achtergrond en sociale status.

## Ontvangst
Op Rotten Tomatoes heeft de film een goedkeuringsscore van 68% op basis van 170 recensies, met een gemiddelde score van 6,3/10. De consensus luidt: "On Chesil Beach is een goed geacteerde en degelijk gemaakte adaptatie van een klein maar aangrijpend verhaal met onverwacht diepe ondertoon."
Op Metacritic heeft de film een gewogen gemiddelde score van 62 op 100, gebaseerd op 33 critici, wat "over het algemeen gunstige recensies" betekent.